# Europarlamentari dei Paesi Bassi della VII legislatura
Gli europarlamentari dei Paesi Bassi della VII legislatura, eletti in occasione delle elezioni europee del 2009, sono stati i seguenti.

## Composizione storica
| Europarlamentare             | Lista                                           | Gruppo    |
| ---------------------------- | ----------------------------------------------- | --------- |
| Bas Belder                   | Partito Politico Riformato                      | EFD       |
| Thijs Berman                 | Partito del Lavoro                              | S&D       |
| Louis Bontes                 | Partito per la Libertà                          | NI        |
| Emine Bozkurt                | Partito del Lavoro                              | S&D       |
| Marije Cornelissen           | Sinistra Verde                                  | Verdi/ALE |
| Dennis de Jong               | Partito Socialista                              | GUE/NGL   |
| Esther de Lange              | Appello Cristiano Democratico                   | PPE       |
| Bas Eickhout                 | Sinistra Verde                                  | Verdi/ALE |
| Gerben-Jan Gerbrandy         | Democratici 66                                  | ALDE      |
| Jeanine Hennis-Plasschaert   | Partito Popolare per la Libertà e la Democrazia | ALDE      |
| Sophie in 't Veld            | Democratici 66                                  | ALDE      |
| Kartika Liotard              | Partito Socialista                              | GUE/NGL   |
| Barry Madlener               | Partito per la Libertà                          | NI        |
| Antonius Manders             | Partito Popolare per la Libertà e la Democrazia | ALDE      |
| Judith A. Merkies            | Partito del Lavoro                              | S&D       |
| Ria Oomen-Ruijten            | Appello Cristiano Democratico                   | PPE       |
| Judith Sargentini            | Sinistra Verde                                  | Verdi/ALE |
| Marietje Schaake             | Democratici 66                                  | ALDE      |
| Laurence J.A.J. Stassen      | Partito per la Libertà                          | NI        |
| Johannes Cornelis van Baalen | Partito Popolare per la Libertà e la Democrazia | ALDE      |
| Peter van Dalen              | Unione Cristiana                                | ECR       |
| Wim van de Camp              | Appello Cristiano Democratico                   | PPE       |
| Daniël van der Stoep         | Partito per la Libertà                          | NI        |
| Lambert van Nistelrooij      | Appello Cristiano Democratico                   | PPE       |
| Corien Wortmann-Kool         | Appello Cristiano Democratico                   | PPE       |

## Modifiche intervenute

### Partito per la Libertà
- In data 22.06.2010 a Louis Bontes subentra Lucas Hartong.
- In data 13.09.2011 a Daniël van der Stoep subentra Auke Zijlstra.
- In data 03.10.2012 a Barry Madlener subentra Patricia van der Kammen.

### Partito Popolare per la Libertà e la Democrazia
- In data 22.06.2010 a Jeanine Hennis-Plasschaert subentra Jan Mulder.

### Europarlamentari eletti per effetto dell'attribuzione di seggi ulteriori
- In data 15.12.2011 è proclamato eletto Daniël van der Stoep (che, dunque, riassume la carica).